# La Différence (film)
Pour les articles homonymes, voir La Différence.
Pour plus de détails, voir Fiche technique et Distribution.
La Différence ou Collège d'Élite au Québec (School Ties) est un film américain réalisé par Robert Mandel sorti aux États-Unis en 1992 et en France en 1993.
Ce film a lancé la carrière de plusieurs acteurs : Brendan Fraser, Matt Damon, Ben Affleck, Chris O'Donnell et Cole Hauser.

## Synopsis
Dans les années 1950, David Greene quitte une école publique de Pennsylvanie et intègre une prestigieuse école privée de Nouvelle-Angleterre à la suite de l'attribution d'une bourse sportive. Il devient membre adulé de l'équipe de football américain de l'école mais doit cacher ses origines juives mal vues dans ce milieu élitiste et bourgeois. La révélation accidentelle de ce secret changera ses relations avec les autres élèves et le mettra en position de bouc émissaire dans une affaire de tricherie aux examens.

## Fiche technique
- Titre original : School Ties
- Titre français : La Différence
- Titre québécois : Collège d'Élite
- Réalisation : Robert Mandel
- Scénario : Dick Wolf et Darryl Ponicsan
- Direction artistique :
- Décors :
- Costumes :
- Photographie : Freddie Francis
- Montage : Jacqueline Cambas et Gerald B. Greenberg
- Musique : Maurice Jarre
- Production : Stanley R. Jaffe et Sherry Lansing
- Société de distribution : Paramount Pictures
- Pays d'origine :  États-Unis
- Langue originale : anglais, hébreu
- Format : couleur (Technicolor) — 35 mm — 1,85:1 — son Dolby
- Genre : Drame
- Durée : 106 minutes
- Dates de sortie : 
  -  États-Unis : 18 septembre 1992
  -  France : 5 mai 1993

- Classification :
  - PG-13 (États-Unis)
  - Tous publics (France)

## Distribution
- Brendan Fraser (VF : Bernard Gabay) : David Greene
- Matt Damon (VF : Thierry Wermuth) : Charlie Dillon
- Chris O'Donnell (VF : Maurice Decoster) : Chris Reece
- Randall Batinkoff (VF : Jean-Philippe Puymartin) : Rip Van Kelt
- Andrew Lowery (VF : Emmanuel Karsen) : 'Mack' McGivern
- Cole Hauser (VF : Éric Herson-Macarel) : Jack Connors
- Ben Affleck (VF : William Coryn) : Chesty Smith
- Zeljko Ivanek (VF : Salvatore Ingoglia) : M. Cleary
- Kevin Tighe (VF : Robert Darmel) : McDevitt
- Michael Higgins : M. Gierasch

Source VF : Voxofilm